# IBM Master Inventor
IBM Master Inventor（アイビーエム・マスター・インベンター）は、価値の高い特許を多数出願および取得しており、新たな特許取得者を増やす活動にも大きな貢献を果しているIBMの社員に与えられる称号である。
IBMのサイトや外部のサイトで、IBM Master Inventor について語られている。

ソフトウェアのキャリアについて書かれた書籍にも IBM Master Inventor についての記載がある：
| 「 | そこで私は 2008 年に、IBM 社内の大規模製品の開発チームの中で、キャリア上の成功と特許の取得数の間の相関関係を調査してみた。（中略）半数が 12 以上の特許を出願し、IBM では皆が望む発明マスター（Master Inventor）のタイトルを獲得していた。 | 」 |

## References
1. ↑  IBM celebrates Master Inventors .
2. ↑  IBM Master Inventors patent early warning system .
3. ↑  Dharmendra S Modha's Cognitive Computing Blog .
4. ↑  How this regular programmer became a 'Master Inventor' at IBM .
5. ↑  Sam Lightstone 著、吉平健治 訳『ソフトウェアの世界でキャリアを築く Making it Big in Software』株式会社 オーム社、2012年、362頁より引用

| スタブアイコン | サブスタブ | この項目は、まだ閲覧者の調べものの参照としては役立たない、企業に関連した書きかけの項目です。この項目を加筆・訂正などしてくださる協力者を求めています（PJ:経済）。 |